# Mustafa Nadarević
Mustafa Nadarević, bosansko-hercegovski in hrvaški igralec, * 2. maj 1943, Banja Luka, † 22. november 2020, Zagreb.

## Življenjepis
Mustafa Nadarević se je rodil očetu Mehmedu (1918-1946) in mami  Asiji (1924-2003) med drugo svetovno vojno v mestu Banja Luka, ki je bilo tedaj sestavni del Hrvaške (NDH). Ime je dobil po maminem očetu Mustafi Memiću. Zaradi bombardiranja mesta se je s starši preselil v Zagreb, kjer je tudi obiskoval prvi razred osnovne šole. Že v prvem razredu je igral v predstavi Rdeča kapica. Ostalih sedem razredov osnovne šole je končal v Bosanskem Novem. Gimnazijo je končal v Reki, študiral je v Zagrebu na Akademiji dramskih umetnosti, kjer je tudi diplomiral. Poročen je bil trikrat in s prvima dvema ženama ima tri otroke. Domala vse življenje je živel in ustvarjal v Zagrebu na Hrvaškem.

### Smrt
Nadarević je januarja 2020 medijem razkril, da so mu zdravniki diagnosticirali pljučnega raka Umrl je 22. novembra 2020 v svoji hiši v   Zagrebu.

## Filmografija

### Filmi
- Timon (1973)
- Tomo Bakran (1978)
- Zločin v šoli (1982)
- Vonj kutin (1982)
- Kiklop (1982)
- U raljama života (1984)
- Zadarski memento (1984)
- Mali rop vlaka (1984)
- Vojni deček (1985)
- Horvatov izbor (1985)
- Nihče se ne bo smejal (1985)
- Ljubavna pisma s predumišljajem (1985)
- Oče na službenem potovanju (1985)
- Večernji zvonovi (1986)
- Poslednji skretničar uzanog koloseka (1986)
- Pat pozicija (1986)
- Dobrovoljci (1986)
- Že videno (1987)
- Hudodelci (1987)
- Ljubezni Blanke Kolak (1987)
- Pozabljeni (1988)
- Past (1988)
- Glembajevi (1988)
- Vrnitev Katarine Kozul  (1989)
- Kuduz (1989)
- Zdravnikova noč (1990)
- Adam ledolomak (1990)
- Captain America (1990)
- Gluhi smodnik (1990)
- Zgodna iz Hrvaške (1991)
- Praznik v Sarajevu (1991)
- Djuka Begović (1991)
- Captain America (1991)
- Srečna dama (1991)
- Kontesa Dora (1993)
- Dokler nihče ne gleda (1993)
- Vukovar se vrača domov (1994)
- Isprani (1995)
- Gospa (1995)
- Prepoznavanje (1996)
- Nausikaja (1996)
- Puška za uspavljivanje  (1997)
- Popoln krog (1997)
- Transatlantik (1998)
- Hop, Skip & Jump (1999)
- Četverored (1999)
- Življenje z žoharji (2000)
- Je li jasno prijatelju? (2000)
- Nikogaršnja zemlja (2001)
- Polagana predaja (2001)
- Kraljica noči (2001)
- Novo doba (Mini TV nanizanka) (2002)
- Prezimiti v Riu (2002)
- Na planincah (2003)
- Heimkehr (2004)
- Dolga mračna noč (2004)
- Jezusova družba (2004)
- Pri stricu Idrizu (2004)
- Mirage  (2004)
- Neki čudni ljudje (2005)
- Nikogaršnji sin (2008)
- Kot zgodnji mraz (2010)
- Ko se zdani (2012)
- Vegeterijanski ljudožerec (2012)
- Halimina pot (2012)
- Šef (2013)

### Televizija
- Balkan Inc. (2006)
- Nor, zbegan, normalen (2007–)